# 둘레 힐
둘레이 힐(Dulé Hill, 영어 발음: /ˈduːleɪ/, 1975년 5월 3일 ~ )은 미국의 배우이다. 텔레비전 드라마 《사이크》(2006-14)에서 버턴 거스터 역을 연기했다.

## 출연 작품

### 영화
- 미시시피의 추억 (1988, The River Pirates)
- 슈거 힐 (1994, Sugar Hill)
- 쉬즈 올 댓 (1999)'
- 맨 오브 오너 (2000)
- 홀즈 (2003)
- 진도 10.5 미국 침몰 (2004)
- 섹슈얼 라이프 (2004, Sexual Life)
- 에드몬드의 범죄 (2005, Edmond)
- 가디언 (2006)
- 위스퍼 (2007)
- Remarkable Power (2008)
- Nostalgia (2012) - 단편
- Gravy (2015)
- 슬레이트 (2016, Sleight)
- 잠든 여인 (2021, Hypnotic)

### 텔레비전
- 웨스트 윙 (1999-2006)
- 사이크 (2006-14)
- 볼러스 (2015-17)
- Doubt (2017)
- 슈츠: 두 변호사 (2017-19)